# Taljenje
Taljenje je fazni prijelaz tvari iz čvrstog u tekuće agregatno stanje na temperaturi tališta. Kristalna se tijela tale na određenoj temperaturi na kojoj, zbog dovođenja topline prema kinetičkoj teoriji, energija vibracije elemenata kristalne rešetke postaje veća od energije vezâ koje sastojke rešetke drže na okupu, pa se rešetka naglo raspada i njezini sastojci postaju jedan prema drugomu slobodno pokretljivi. Amorfne krute tvari (kao staklo, bitumen, smole) nemaju talište, nego postaju postupno sve mekše i kontinuirano prelaze u tekuće stanje. One se zato smatraju tekućinama vrlo velike viskoznosti.
Zagrijavamo li komadić olova (na primjer u čeličnoj žlici), vidjet ćemo da će se ono rastaliti kod neke određene temperature. Ostavimo li rastaljeno olovo da se ohladi, ono će ponovo prijeći u kruto agregatno stanje. Kruto tijelo prelazi dakle u tekuće ugrijanjem, a tekuće u kruto ohlađivanjem. Za svaku kemijsku tvar postoji određena temperatura kod koje tvar prelazi iz krutog u tekuće, odnosno iz tekućeg u kruto agregatno stanje. U prvom slučaju imamo taljenje, pa se ta temperatura naziva talište, a u drugom slučaju zbiva se skrućivanje, pa se ta temperatura naziva skrutište ili temperatura skrućivanja. Pokusima je utvrđeno da se talište i skrutište podudaraju za jednake materijale kod istog tlaka. Od čistih kovina tali se kod najniže temperature kositar, olovo i bizmut, dok je živa kod normalne temperature u tekućem stanju. Legure (smjese dviju ili više kovina) imaju redovito niže talište nego što je talište kovina od kojih se ta legura sastoji, na primjer legura od jednakih dijelova cinka i olova koja se upotrebljava za meko lemljenje, tali se kod 200 °C.

## Talište
Talište je temperatura pri kojoj neka tvar prelazi iz čvrstoga u tekuće agregatno stanje. Ovisi o tlaku, ali se u tablicama za pojedine tvari obično navode vrijednosti tališta kod normiranog atmosferskoga tlaka (101 325 Pa). Pod većim tlakom talište se snizuje, a pod manjim povisuje. Talište slitina i čvrstih otopina redovito je niže od tališta pojedinih komponenata. Temperatura skrućivanja, što je obrnuta pojava prelaska iz kapljevitog u kruto stanje, zove se krutište (za vodu se tradicionalno koristi pojam ledište). Za većinu tvari talište je jednako krutištu, na primjer kod žive su na 234,32 kelvina (−38,83 °C). Za neke se tvari razlikuju, na primjer organski se polimer agar tali iznad 85 °C, a skrućivati se počinje tek kada se temperatura spusti između 32 °C i 40 °C. Taj fenomen zovemo histereza. Kod nekih tvari, kao što je staklo, dolazi do postupnog skrućivanja bez kristalizacije pa se krutište i talište ne mogu točno odrediti. To su takozvane amorfne krutine.
Mnogo točnija definicija tališta (ili ledišta) jest da je to temperatura pri kojoj su čvrsta i tekuća faza neke tvari pri određenom tlaku u ravnoteži. 

Talište vode (leda) je na 0 °C (273 K). Ako u vodi ima sitnih čestica koje djeluju kao jezgre kristalizacije ledište je jednako talištu, međutim potpuno čista voda se može pothladiti do −42 °C (231 K) prije nego što se počne smrzavati. Za razliku od vrelišta, talište je relativno neosjetljivo na promjenu tlaka. Kemijski element s najvišom temperaturom tališta koja iznosi 3 695 K (3 422 °C) je volfram. S druge strane ljestvice je helij koji se pri normalnom tlaku ne skrućuje čak ni na apsolutnoj nuli.

### Toplina taljenja
Stavimo u limenu kutiju 1 kilogram leda (ili snijega) od -10 °C i grijemo ga na plameniku. U led stavimo termometar i miješajmo. Živa će se u termometru dignuti do ledišta i stati. Tada će se led taliti, a termometar će pokazivati stalno 0 °C. Znači, sva dovedena toplina troši se zagrijavanjem na taljenje leda. Dokle god se sav led ne rastali, temperatura smjese vode i leda neće se dizati. Toplina potrebna da se 1 kilogram krute tvari koja je već ugrijana na temperaturu tališta pretvori potpuno u tekućinu naziva se toplina taljenja. Na primjer toplina taljenja leda je 335 kJ, bakra 166 kJ, platine 113 kJ i tako dalje.

### Ovisnost tališta o tlaku
Pokusima je ustanovljeno da talište ovisi o tlaku pod kojim se nalazi određena kemijska tvar prilikom taljenja. Ispitivanja su pokazala da talište raste s povećanjem tlaka kod onih tvari koje taljenjem povećavaju svoj obujam. Obratno je kod tvari kojima se obujam smanjuje prilikom taljenja. Talište leda snizuje se za 0,007 5 °C pri povećanju tlaka za 1 bar.

### Otapanje
Otapanje je prevođenje neke kemijske tvari u otopinu. Otapanje može biti fizičko, pri čem se otopljena tvar kemijski ne mijenja (na primjer otapanje šećera u vodi), ili kemijsko, pri čem nastaje kemijska reakcija (na primjer otapanje metala u kiselinama uz stvaranje soli).
Uzmimo čašu vode u koju smo stavili termometar i bacimo zatim u vodu nešto kuhinjske soli. Sol će se otopiti, a temperatura vode će pasti. Vidimo da krute tvari mogu prijeći u tekuće stanje otapanjem u izvjesnim tekućinama. Tekućina u kojoj se neka tvar otapa zove se otapalo, a nastala tekućina naziva se otopina. Iz tog se pokusa vidi da se za otapanje troši toplina. Omjer između količine otopljene tvari i količine otapala zove se koncentracija otopine. Često se koncentracija otopine izražava brojem molova otopljene tvari. Molarna otopina je otopina kod koje je u 1 litri otapala otopljen 1 mol neke tvari. Ako je na primjer u 1 litri vode otopljeno 5,85 grama kuhinjske soli koja ima molekularnu masu 58,5, onda je to 1/10 molarne otopine. Količina tvari koja se može otopiti u nekoj tekućini ovisi o temperaturi. Što je temperatura viša, to se može otopiti veća količina tvari i obratno. Ako otopina sadrži najveću količinu tvari koja se može otopiti kod određene temperature, to je zasićena otopina. Ako sadrži manje tvari, onda je nezasićena, a ako sadrži previše, to je prezasićena otopina. Suvišna količina tvari u tom slučaju izlučuje u krutom stanju, to jest nastaje kristalizacija. Vidjeli smo da je za otapanje potrebna određena količina topline; ta se količina topline ne dovodimo izvana, tekućina se ohlađuje pri otapanju krute tvari. Na taj se način mogu dobiti otopine niskih temperatura koje se zovu hladne smjese. Na primjer smjesa od 3 dijela leda i jednog dijela soli može postići temperatura od -21 °C. U tekućinama se mogu otapati i plinovi, i to vrlo velika količina. Otapanje plinova u tekućinama zove se apsorpcija.

### Skrućivanje
Skrućivanje je prijelaz kemijske tvari iz tekućeg u čvrsto agregatno stanje. Ta se pojava tumači djelovanjem dvaju suprotnih utjecaja na međudjelovanje čestica u tvarima: kohezija uzrokuje međusobno privlačenje čestica, a kinetička energija ih molekula razjedinjuje. Snizivanjem temperature tekućine smanjuje se kinetička energija pa djelovanje kohezije postaje relativno sve jače. Kada se kinetička energija molekula smanji ispod određene vrijednosti, kohezija prevagne i čvrsto stisne čestice jednu uz drugu. Čvrste tvari mogu biti amorfne tvari ili tvoriti kristalnu rešetku.

#### Ledište
Ledište je temperatura pri kojoj neka tvar prelazi iz tekućega u čvrsto agregatno stanje. Ovisi o tlaku, ali se u tablicama za pojedine tvari obično navode vrijednosti ledišta kod normiranog atmosferskoga tlaka (101 325 Pa). Pod većim tlakom ledište se snizuje, a pod manjim povisuje. Ledište slitina i čvrstih otopina redovito je niže od ledišta pojedinih komponenata. Kako bi se pokusima utvrdila temperatura na kojoj postoji ravnoteža između čvrstog i tekućeg agregatnog stanja neke tvari, pogodnije je izmjeriti njezino talište, jer je pri određivanju ledišta često potrebno pothlađivanje tvari da bi započela kristalizacija.

Temperatura ledišta nekog otapala (voda, alkohol, aceton...) razlikuje se od temperature ledišta otopine neke krute tvari u tom otapalu. Otopine imaju nižu temperaturu ledišta od čistog otapala. Dakle otopljena kruta tvar uzrokuje sniženje temperature ledišta otopine, koje ovisi broju čestica otopljene tvari u otopini. Zato ovo svojstvo ubrajamo u koligativna svojstva otopina.
Smrzavanje ili zaleđivanje je hlađenje tvari na temperature niže od ledišta. Tako se na primjer živežne namirnice izlažu smrzavanju kako bi se postiglo bakteriostatsko djelovanje (konzerviranje).

### Talište nekih materijala
| Materijal              | Θ/°C    | T/K     |
| ---------------------- | ------- | ------- |
| Helij (na 26 bar)      | −272,2  | 0,955   |
| Vodik                  | −259    | 14      |
| Deuterij               | −254    | 19      |
| Tricij                 | −253    | 20      |
| Neon                   | −248    | 25      |
| Kisik                  | −218    | 55      |
| Dušik                  | −210    | 63      |
| Ozon                   | −193    | 80      |
| Etanol (C2H5OH)        | −114    | 159     |
| Klor                   | −102    | 171     |
| Benzin                 | −40     | 233     |
| Živa                   | −38,36  | 234,795 |
| Voda                   | 0       | 273,155 |
| Nitroglicerin          | 2       | 275,95  |
| Benzen                 | 5,5     | 278,7   |
| Vosak                  | 55      | 328     |
| Naftalen               | 80      | 353     |
| Trinitrotoluen         | 80,35   | 353,20  |
| Sumpor (rombski)       | 113     | 386     |
| Sumpor (monoklinski)   | 119     | 392     |
| Šećer                  | 160     | 433     |
| Litij                  | 180     | 453     |
| Kositar                | 231     | 504     |
| Olovo                  | 327,4   | 600,6   |
| Cink                   | 419,5   | 692,7   |
| Aluminij               | 660,32  | 933,48  |
| Kuhinjska sol          | 801     | 1 074   |
| Srebro                 | 960,8   | 1 234,0 |
| Zlato                  | 1 064   | 1 337   |
| Bakar                  | 1 084   | 1.357   |
| Berilij                | 1 287   | 1 560   |
| Željezo                | 1 536   | 1 809   |
| Platina                | 1 773,5 | 2 046,7 |
| Bor                    | 2 076   | 2 349   |
| Volfram                | 3 422   | 3 695   |
| Hafnijev karbid        | 3 890   | 4 163   |
| Tantalov karbid        | 3 942   | 4 215   |
| Tantal-hafnijev karbid | 4 215   | 4 488   |